# 漢密爾頓 (內華達州)
漢密爾頓（英語：Hamilton）是位於美國內華達州白松縣的鬼鎮。

## 歷史
漢密爾頓的郵局於1868年設立，其後於1931年停運。

## 地理
漢密爾頓所處的海拔為高於海平面2456米（即8058英呎），而該地所採用的時區為UTC-8，即太平洋时区（PST）。同時該地設有夏令時間，為UTC-8調快一小時，即UTC-7（PDT）。